# Leptostylus cristulatus
Leptostylus cristulatus là một loài bọ cánh cứng trong họ Cerambycidae.